# Großensee (Werra-Suhl-Tal)
Großensee ist ein Ortsteil der Stadt Werra-Suhl-Tal im Wartburgkreis in Thüringen.

## Geografie

### Geografische Lage

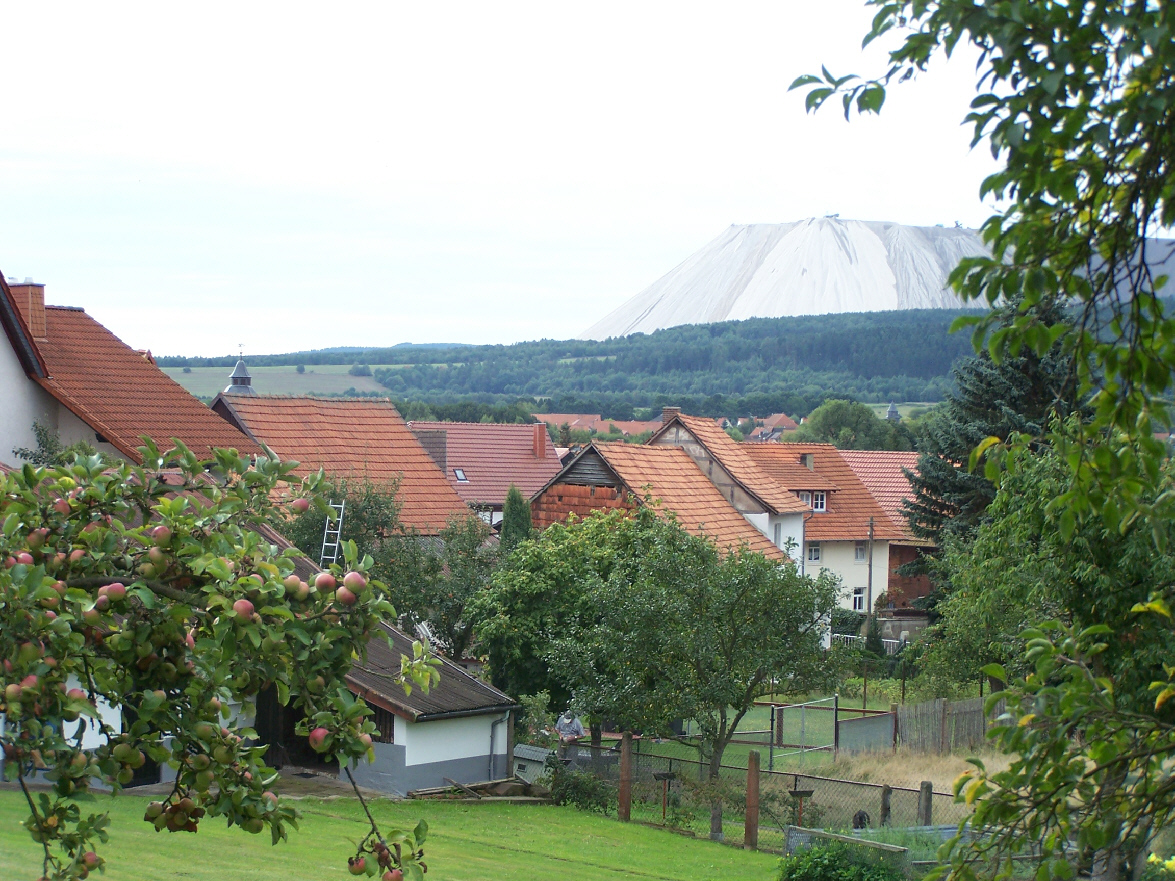
Großensee und Kleinensee vor dem Hintergrund der Abraumhalde des Monte Kali

Naturräumlich liegt Großensee im Talgebiet der mittleren Werra, am Rand von Seulingswald und Richelsdorfer Gebirge, einem Teilgebiet des südlichen Werraberglandes, welches auch als Waldhessen bezeichnet wird. Durch den Ort fließt der Hönebach. Politisch ist die Gemarkung als Teil Thüringens zu etwa 80 % von hessischem Gebiet umgeben.

### Nachbarorte
Bereits seit Jahrhunderten liegt der Ort fast vollständig von hessischem Gebiet umschlossen. Nachbarorte sind die hessische Stadt Heringen (Werra) mit dem Stadtteil Kleinensee im Süden; die Gemeinde Wildeck mit den Ortsteilen Hönebach, Raßdorf, Bosserode und Obersuhl im Westen, Norden und Osten; die einzige Verbindung zu Thüringen besteht mit Dankmarshausen im Südosten.

### Berge
Die höchste Erhebung der Gemarkung befindet sich unweit vom Mahnmal Bodesruh am Osthang des Lehnbergs am Grenzstein 251 der hessisch-thüringischen Landesgrenze (415 m ü. NN). Der südliche Teil des Heiligenbergs  (316,4 m ü. NN) liegt ebenfalls in der Großenseer Gemarkung.

### Gewässer
Bis an die südwestliche Gemarkungsgrenze reicht das als Naturschutzgebiet ausgewiesene Feuchtgebiet des früheren Seulingsees bei Kleinensee. Durch Großensee fließt die Suhl, die den Sandgraben und Schillwiesengraben aufnimmt und auch, Rhedengraben genannt, bei Untersuhl in die Weihe mündet. Großensee besaß zwei Mühlen in der Ortslage.

### Geologie und Bodenschätze
Großensee liegt am Rand des Berka-Gerstunger Beckens, mit einer kleinen Nebensenke, dem Obersuhler Becken und der Kleinenseer Bucht. Dieses weite Becken ist rings von Höhenzügen umgeben: im Südwesten der Seulingswald, im Süden die Ausläufer der Vorderrhön, im Osten die Ausläufer des Thüringer Waldes und im Norden das Richelsdorfer Gebirge. Geologisch betrachtet liegt der Ort in der geologischen Formation Trias. Untertage befinden sich beträchtliche Kalisalzlagerstätten des Werra-Kalireviers. Oberirdisch wurde in der Gemarkung hochwertiger Ton abgebaut.

### Verkehr
Die Anschlussstelle 34 (Wildeck-Hönebach) der A 4 befindet sich im drei Kilometer entfernten Hönebach. Straßenverbindungen bestehen nach Hönebach, Raßdorf, Obersuhl, Dankmarshausen und Kleinensee. Den Ort tangiert ein Abschnitt der Thüringer Bahn Eisenach – Bebra mit den Haltepunkten in Obersuhl, Bosserode und Hönebach.
Nach Großensee verkehren folgende Buslinien der Verkehrsgesellschaft Wartburgkreis mbH:
| Linie | Fahrstrecke                                      |
| ----- | ------------------------------------------------ |
| L-52  | Eisenach – Marksuhl – Dankmarshausen – Großensee |
| L-65  | Gerstungen – Dankmarshausen – Großensee          |

## Politik

### Ehemaliger Gemeinderat
Der Gemeinderat aus Großensee setzte sich zuletzt aus sechs Ratsfrauen und Ratsherren zusammen.
- Wählergemeinschaft Heimat- und Verkehrsverein: 4 Sitze
- Wählergruppe Freiwillige Feuerwehr Großensee: 2 Sitze

(Stand: Kommunalwahl am 25. Mai 2014)

### Ehemaliger Bürgermeister
Der letzte ehrenamtliche Bürgermeister Hagen Bause wurde am 5. Juni 2016 gewählt.

## Geschichte

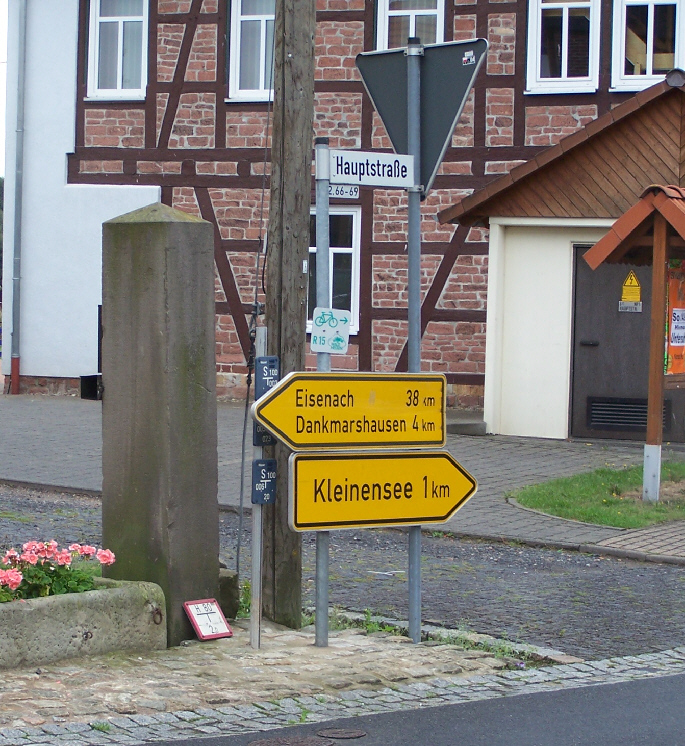
Ein denkmalgeschützter Stein in der Ortslage

Das Berka-Gerstunger Becken wurde bereits seit der Jungsteinzeit dauerhaft von Menschen besiedelt. Zahlreiche archäologische Fundstellen im Umkreis von fünf Kilometern (z. B. Heiligenberg, Seeküppel, Steinhäuser Mühle, Finkenliethe und Lindenhauptskopf) bezeugen diese Siedlungen am Ufer des einstigen Seulingssee.
Für den Ort stets bedeutsam war die Lage an einer alten Heer- und Handelsstraße – der sogenannten „Kurzen Hessen“. Von Friedewald kommend, führte ein Teilabschnitt durch den Ort in das nahegelegene Gerstungen.
Um 1000 gehört Großensee zum Gerstengau „gerstengawe“ mit dem Hauptort Gerstungen. Die Ritter von Hornsberg erbauen auf der nahen Hornungskuppe bei Dankmarshausen eine Burganlage, nördlich des Ortes entstehen die Burg Wildeck und bei Nentershausen die Burg Tannenberg. Welchem dieser Burgherren der Ort mit der Steinhäuser Mühle als Lehen übertragen war, konnte bisher nicht lückenlos aufgeklärt werden.
Wegen der Holzknappheit in ihrer Landeshauptstadt Kassel veranlassten die hessischen Landgrafen die Einrichtung der Flößerholzstraße. An den zahllosen Transporten nahmen auch die Großenseer Fuhrleute teil. Zwischen Widdershausen und Dankmarshausen wurde das Flößholz aus der Werra gezogen und mit Fuhrwerken über Land zur Ulfenmühle an der Fulda bei Breitenbach gebracht, wo sich eine Dielen-Sägemühle befand.

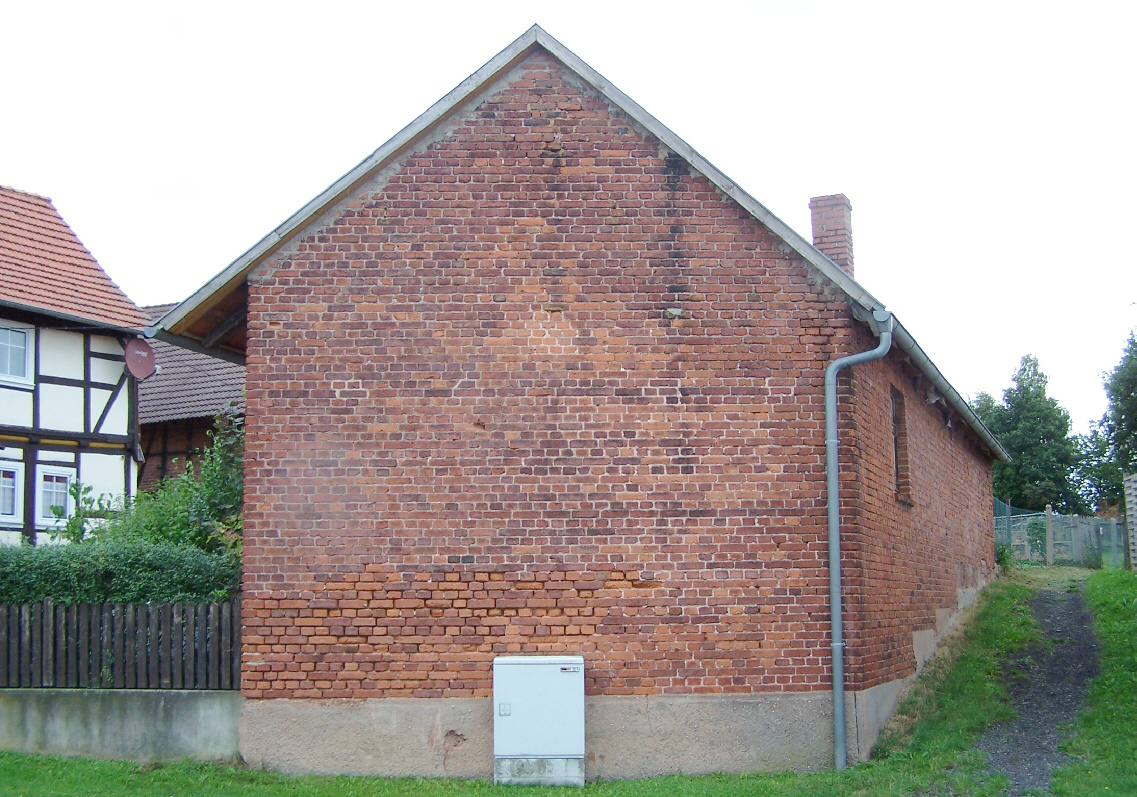
Die letzte Töpferei

Neben der Landwirtschaft besitzt das Töpferhandwerk seit dem 16. Jahrhundert eine zunehmende Bedeutung. Großensee ist ein Hauptort der Werrakeramik. Mit den Flößen wurde Gebrauchskeramik sicher und kostengünstig auf der Weser transportiert und via Bremen exportiert. Das Töpferhandwerk blieb noch im Ort bis in die 1960er Jahre nachweisbar.
Ein aus Großensee gebürtiger Schäferknecht erlangte um 1540 als oft grausamer Räuberhauptmann Wilde Sau im Werratal schaurige Berühmtheit und ging so in die Thüringer Sagenwelt ein.
Im Dreißigjährigen Krieg wurden am 31. März 1635 etwa 1200 kroatische Reiter unter dem Kommando von Obristleutnant Stephan Illo im Winterquartier in Großensee und Kleinensee von hessischen Truppen überrascht und niedergemacht.

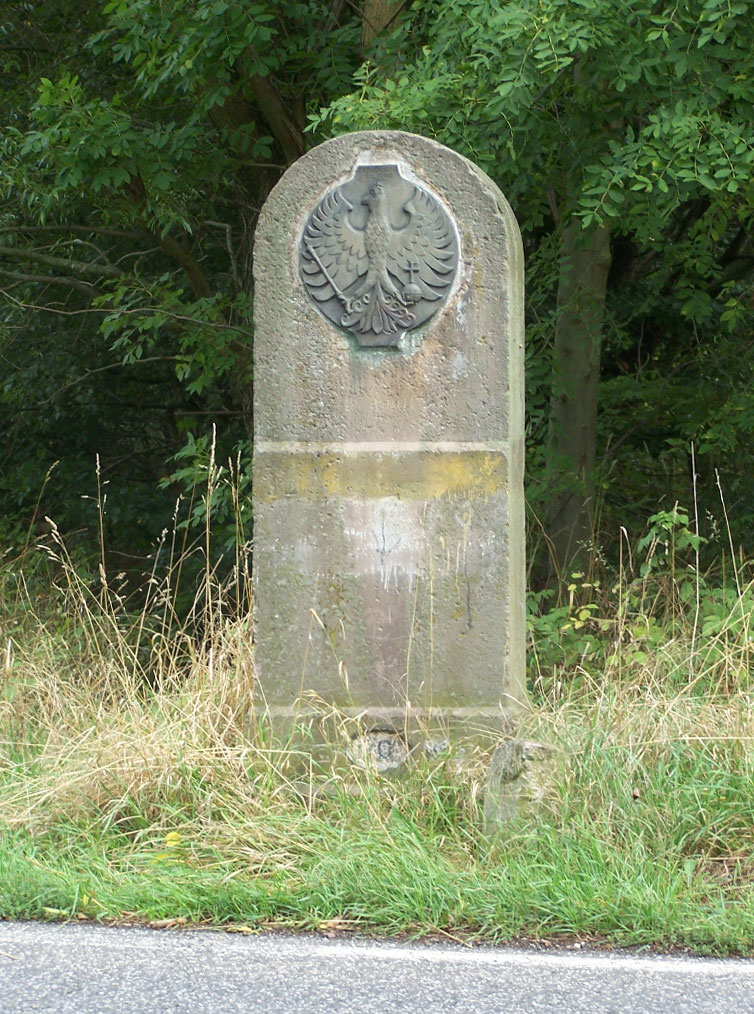
Grenzstein an der Wildecker Straße

Im Jahr 1722 erwarb der nach Eisenach übersiedelte sächsische Bergmeister Dreiß die Bergbaulizenzen für den Raum Obersuhl, Dankmarshausen und Großensee, investierte aber sein verbleibendes Kapital im zeitgleich aufblühenden Bergbaurevier von Eckardshausen, Attchenbach und Kupfersuhl.
Großensee lag im Amt Gerstungen. Das südliche Amtsgebiet mit Dankmarshausen und Großensee war territorial von Gerstungen getrennt und ragte durch den „Hausbreitenbacher Amtsaustauschungsvergleich“ zwischen Sachsen-Eisenach und Hessen-Kassel, bei dem u. a. die Nachbarorte Kleinensee, Bosserode und Raßdorf hessisch wurden, ab 1733 nach Hessen hinein.
In einer Amtsbeschreibung von 1765 heißt der Ort Großen- oder Sülingsee, nach dem längst eingegangenen Säulingssee. Noch 1830 hieß eine Sumpfstelle nach dem See.
Mit großem Aufwand wurde westlich von Hönebach seit 1843 der Eisenbahntunnel in den Berg gesprengt, die Bahnlinie konnte im August 1848 erstmals von Gerstungen bis Bebra befahren werden.
Im Jahr 1849 konnte die baufällige Kirche für 49 Taler 12 Silbergroschen repariert werden.
Der Ort hatte in diesem Jahr 53 Häuser und 275 Einwohner. Schon damals befand sich am Anger eine Tanzlinde.
Seit 1859 wurde das nördlich in der Niederung befindliche Feuchtgebiet, der „Rheden“ genannt, auf einer Fläche von etwa 220 Hektar durch die Gemeinden Dankmarshausen, Bosserode und Obersuhl trockengelegt und die neugewonnenen Grundstücke wurden in Wiesen und Ackerland verwandelt.
Um 1900 fasste die Kaliindustrie im Werratal Fuß. Mit dem Bau der Kaliwerke Alexandershall und Wintershall, bekamen die Großenseer in Heringen, Dankmarshausen und Dippach die ersten industriellen Arbeitsplätze. Später wurden noch die Kalibergwerke Neu-Heringen und Herfa-Neurode gebaut. Der Salzberg Monte Kali des Kaliwerks Wintershall Heringen ist dafür ein sichtbares Zeugnis.
1921 erfolgte der Anschluss an das Stromnetz, und 1924 wurde im Ort die erste Wasserleitung verlegt. 

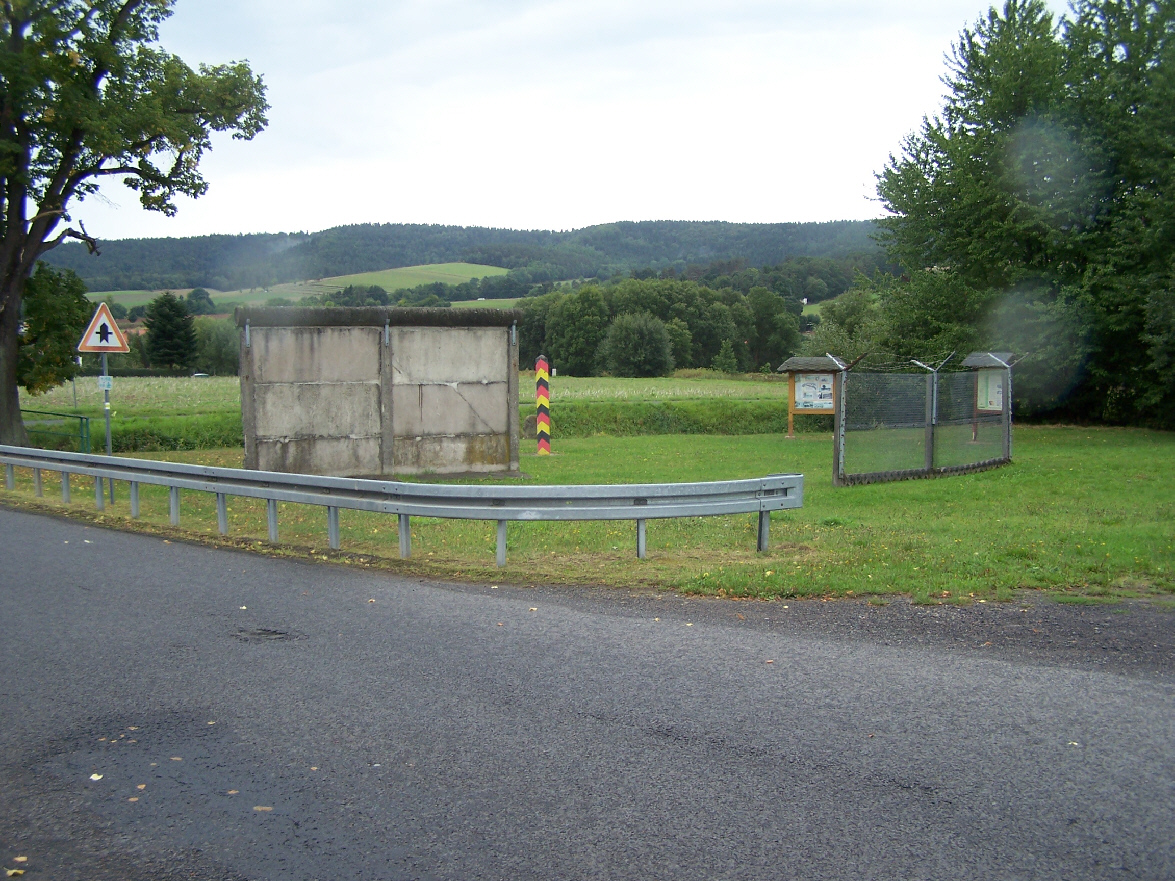
Gedenkstätte zur Deutschen Teilung

Als Ergebnis der deutschen Teilung nach dem Zweiten Weltkrieg befand sich Großensee im Sperrgebiet und damit in einer völlig isolierten Lage, ein nur knapp 600 Meter breiter Korridor ermöglichte die Zufahrt auf der einzigen Ortsverbindungsstraße nach Dankmarshausen, alle Straßen in die hessischen Nachbarorte blieben bis November 1989 unterbrochen. Durch die Grenzführung ergab sich zudem die Besonderheit, dass die Thüringer Bahn, aus Richtung Bebra kommend, zunächst rund 1 km über das Gemeindegebiet von Großensee, also DDR-Territorium, führte und dann wieder etwa 3 km lang in Wildeck durch bundesdeutsches Gebiet verlief - und auch von nicht kontollierten Nahverkehrszügen der Deutschen Bundesbahn bis Obersuhl befahren wurde -, ehe sie in Gerstungen erneut die Innerdeutsche Grenze zur DDR passierte.
Im Rahmen der Gebietsreform in Thüringen einigten sich die Kommunen Großensee, Dankmarshausen, Dippach und Berka/Werra, beim Freistaat Thüringen einen Antrag auf eine Fusion zur Stadt Werra-Suhl-Tal zum 1. Januar 2019 zu stellen und die Verwaltungsgemeinschaft Berka/Werra aufzulösen. Die Thüringer Landesregierung nahm das Vorhaben in das Zweite Gesetz zur freiwilligen Neugliederung kreisangehöriger Gemeinden auf, das am 13. Dezember 2018 vom Thüringer Landtag verabschiedet wurde und zum Jahreswechsel 2018/19 in Kraft trat.

## Sehenswürdigkeiten

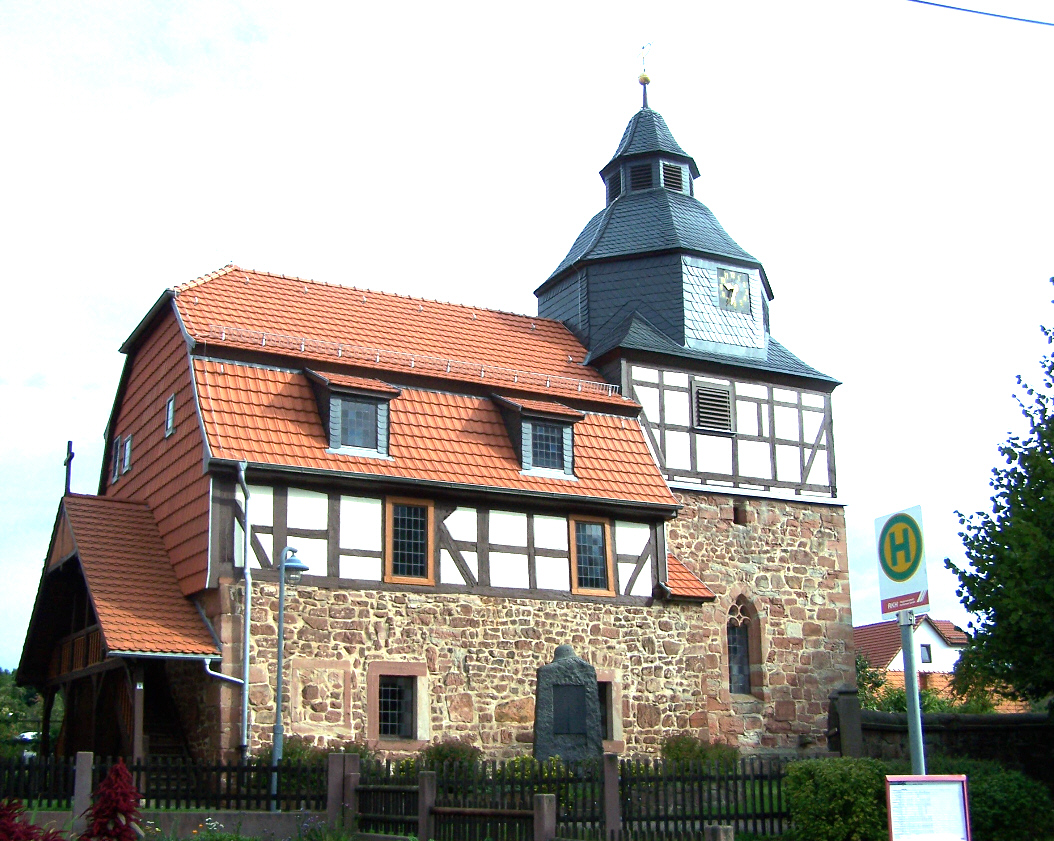
Kirche

Die Kirche von Großensee wurde im Baustil der Gotik wahrscheinlich im 14. Jahrhundert errichtet. Aus späterer Zeit stammt der mit Wappen geschmückte Taufstein im Inneren der Kirche. Bemerkenswert ist eine noch mit dem originalen Eisengitter gesicherte Sakramentsnische im Altarraum. Bemerkenswert ist das auf ein hölzernes Tonnengewölbe aufgemalte Bildprogramm. Vor der Kirche befindet sich ein Denkmal zur Erinnerung an die Gefallenen des Ersten Weltkrieges.
Die dreistufig gezogene Tanzlinde auf dem Dorfplatz wurde 1966 als Naturdenkmal ausgewiesen. Sie erinnert an die seit Jahrhunderten vorhandene Tradition, die Tanzmusikanten auf einem Holzboden in der Linde aufspielen zu lassen.

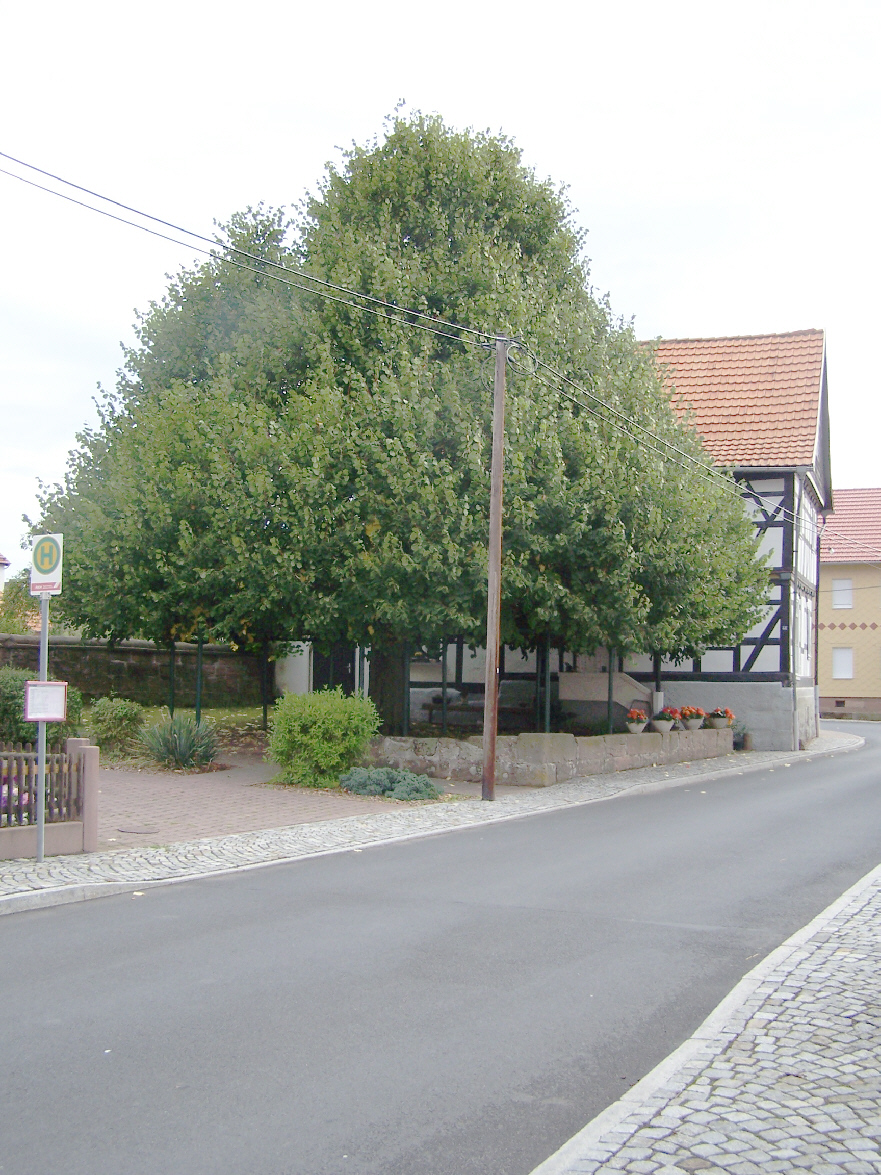
Tanzlinde

Im Ort befinden sich noch zahlreiche denkmalgeschützte Fachwerkgehöfte und -häuser. An die Herstellung der einst begehrten Werrakeramik erinnern mehrere Töpferwerkstätten, allerdings starb das Handwerk im Ort Mitte der 1960er Jahre aus.
Als mahnende Erinnerung an die Jahrzehnte der Deutschen Teilung haben die Einwohner beiderseits der Landesgrenze an der Straße nach Kleinensee einen Gedenkplatz hergerichtet. Hier befinden sich noch letzte Reste der einstigen Grenzsperranlage.